# Phryxe hilaris
Phryxe hilaris là một loài ruồi trong họ Tachinidae.